# Région de Québec

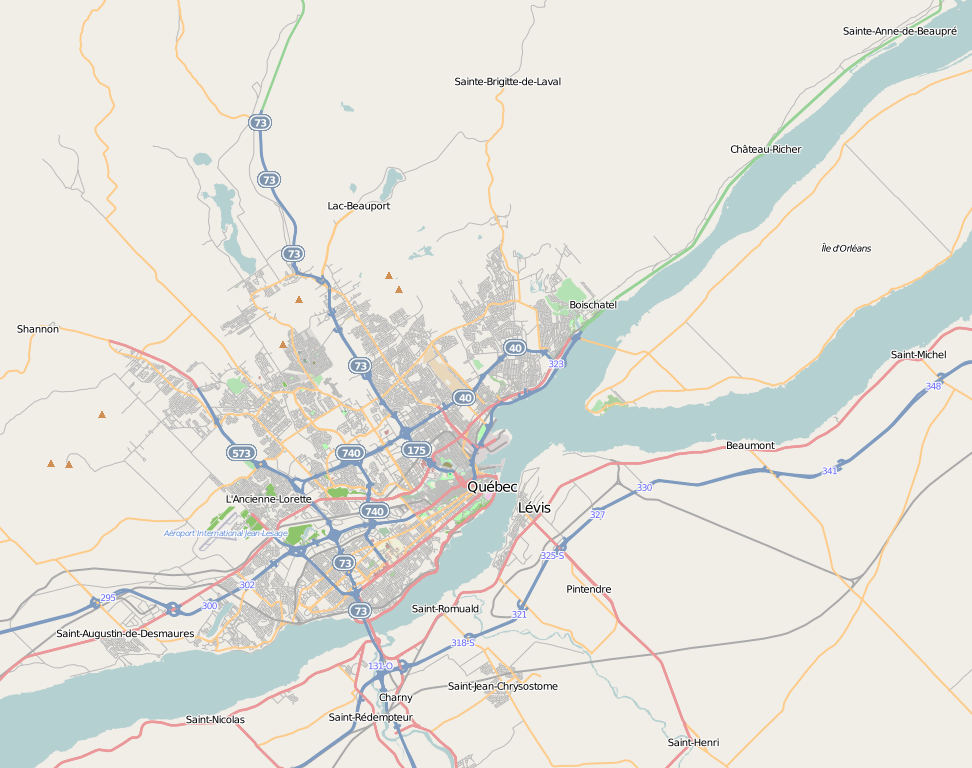
Québec et ses environs

La région de Québec est une appellation courante pour désigner le territoire entourant la ville de Québec, composé de portions de deux régions administratives, celles de la Capitale-Nationale et de Chaudière-Appalaches, à savoir les divisions de recensement suivantes : Québec, Lévis, La Nouvelle-Beauce, Bellechasse, l'Île d'Orléans, la Côte de Beaupré, la Jacques-Cartier, Portneuf et Lotbinière[réf. nécessaire].
Cette région, qui n'a pas d'existence administrative quelconque, a en son centre la Communauté métropolitaine de Québec. 
Elle avait en 2021 une population d'environ 1 010 000 personnes.